# Tropaeolum calcaratum
Tropaeolum calcaratum är en krasseväxtart som beskrevs av Benkt U. Sparre. Tropaeolum calcaratum ingår i släktet krassar, och familjen krasseväxter. Inga underarter finns listade i Catalogue of Life.